# Killing the SS
Killing the SS: The Hunt for the Worst War Criminals in History av 
Bill O'Reilly och Martin Dugard är den åttonde boken i deras Killing-serie, efter Killing Lincoln, Killing Kennedy, Killing Jesus, Killing Patton, Killing Reagan, Killing the Rising Sun, och Killing England. Boken handlar om jakten på nazistiska krigsförbrytare efter Andra Världskriget och släpptes i september 2018. I  slutet av oktober 2018 var Killing the SS en av de mest sålda på Amazon (räknat på aktuell dagsförsäljning). Boken låg dessutom vid samma tid i topp på New York Times lista över de bäst säljande facklitterära verken.